# SFR Luftraumüberwachungssystem

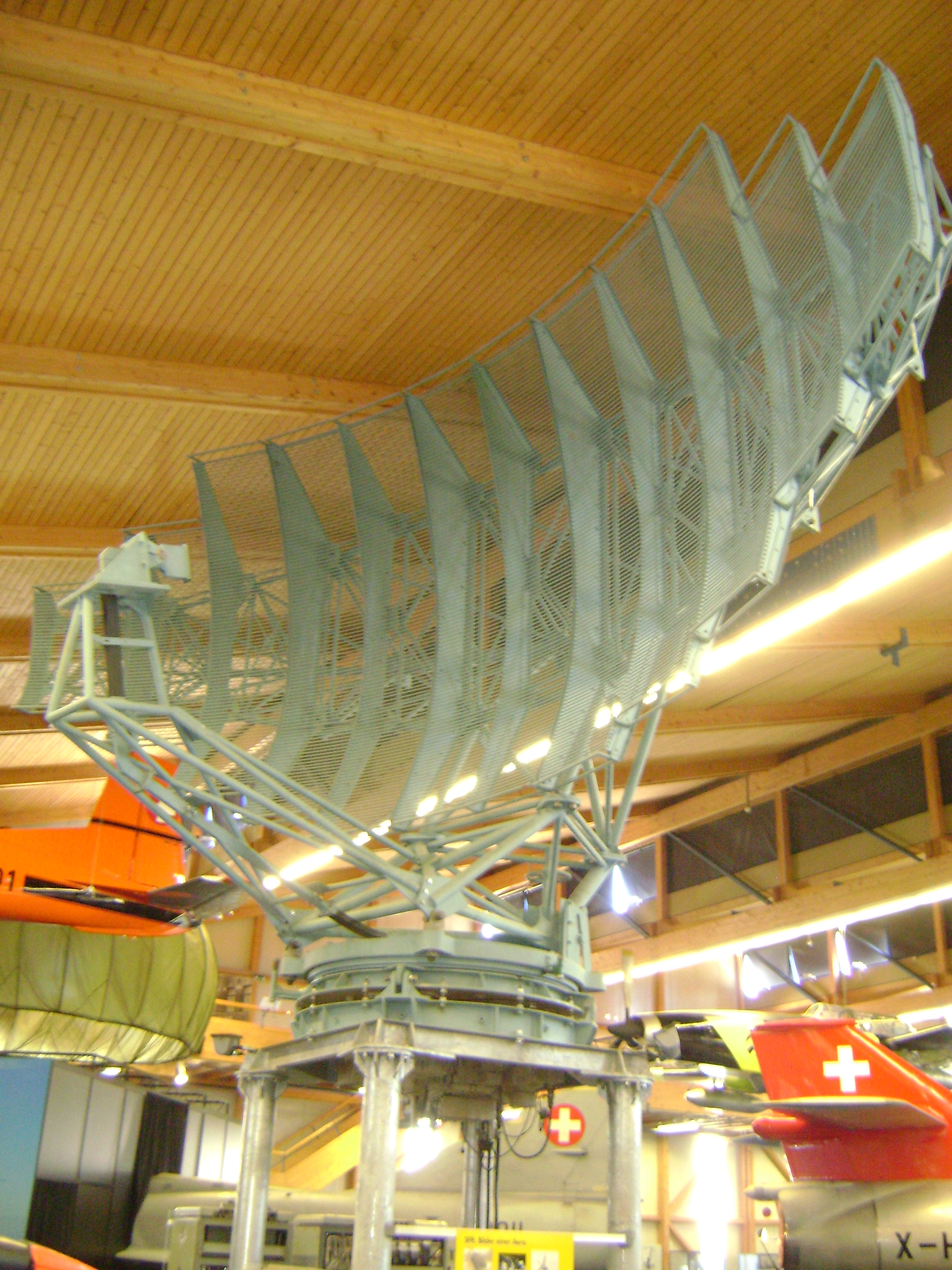
SFR-Radarantenne im Flieger-Flab-Museum Dübendorf

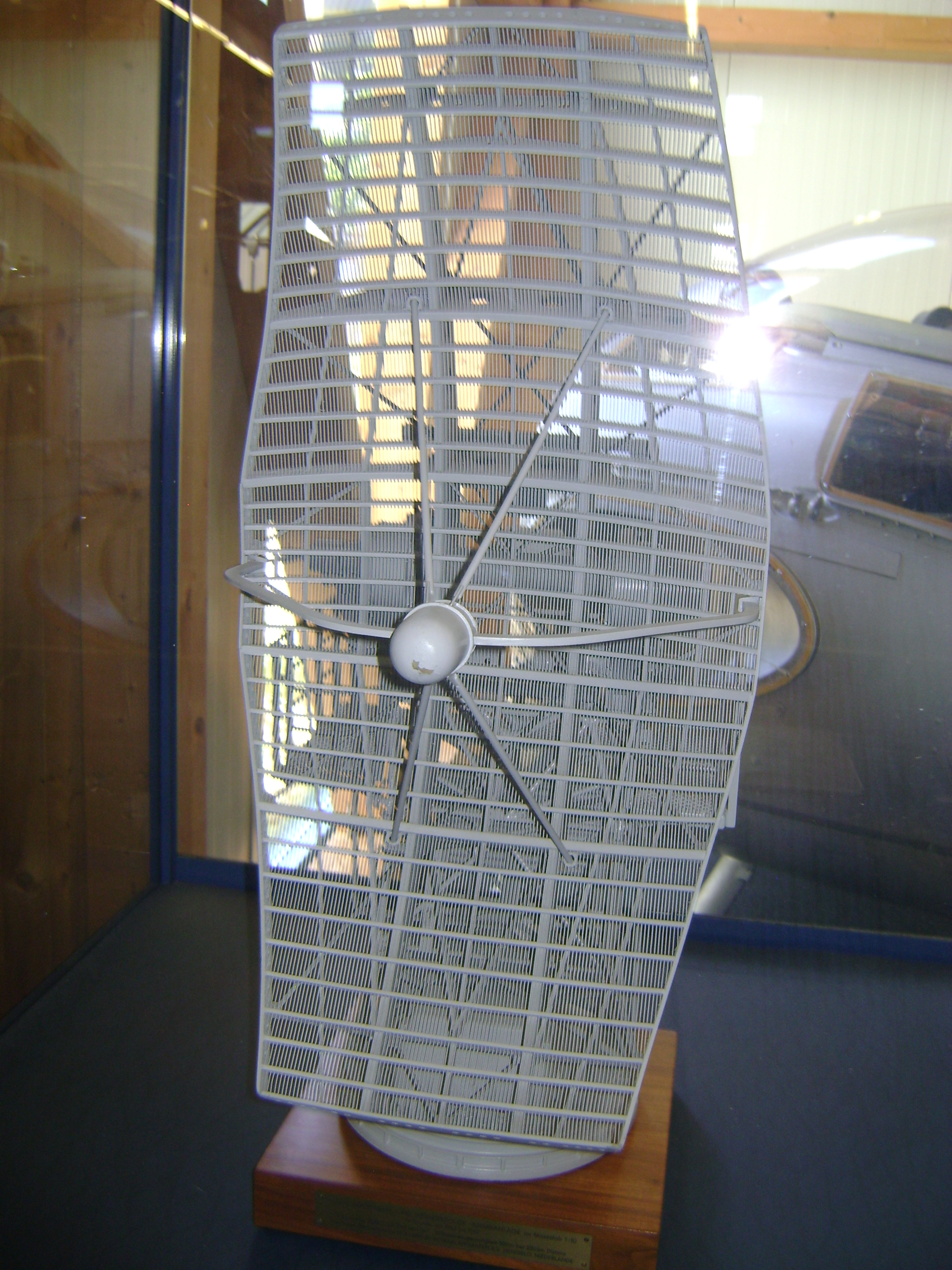
SFR-Höhenradarantenne, Modell im Flieger-Flab-Museum

Das SFR Luftraumüberwachungssystem war das erste flächendeckende Luftraumüberwachungssystem der Schweizer Luftwaffe.

## Geschichte
Nach dem Zweiten Weltkrieg zeichnete sich ab, dass mit der rasanten Entwicklung der Luftkriegsführung eine Verteidigung der Schweiz ohne flächendeckende Luftraumüberwachung nicht realistisch ist. Die Kenntnisse über die praktische Anwendung in der Schweiz waren sehr bescheiden und die Siegermächte restriktiv mit der Vergabe von Wissen und dem Verkauf von neuen Radaranlagen. Daher wurde ein LGR-1 Radar beschafft, um geeignete Standorte für die Radarantennen des SFR-Systems zu ermitteln. Das Kernstück des SFR-Systems wurde der Frühwarn- und Führungsradar ER-200 der Société française radio-électrique (SFR) aus Frankreich (Vorgänger von Thomson-CSF). Das System wurde am 31. Januar 1952 in einer grösseren Anzahl von Radarbaugruppen, aus denen Radarsysteme nach eigener Architektur zusammengestellt werden konnten, bestellt.
Von 1955 bis 1966 waren eine Schulanlage in Dübendorf (das „Radardörfli“ auf dem Ausbildungsstandort Dürrbach), eine auf dem Versuchsstandort Bütschelegg (auf dem Längenberg, Gemeinde Rüeggisberg, südlich von Bern) und die Anlagen auf 4 Höhenstandorten für die erste Luftraumüberwachung der Schweiz in Betrieb. Zum Luftraumüberwachungssystem gehörte auch eine oberirdische Kommandozentrale in Dübendorf sowie eine Unterirdische Kommandozentrale im Brünig. in diesen Kommandozentralen wurden die Daten der Höhenstandorte in einem ganzheitlichen Luftlagebild dargestellt. Von diesen Kommandozentralen aus wurden dann auch die eigenen Flugzeuge geführt. In den Kommandozentralen wurden die Daten der verschiedenen Radarstationen ausgewertet und die eigenen Flugzeuge geführt. Der Ausbau der Höhenstandorte gestaltete sich schwierig und führte zu Verzögerungen bei der Inbetriebnahme. Erfahrungen mit Düppel wurden bereits gemacht und konnten berücksichtigt werden. Jedoch war das erfassen von Flugobjekten im Standzeichengebiet (zum Beispiel im grossflächigen Radarecho eines Berges, der sich in der Sichtline des Radars hinter dem Flugobjekt befindet) problematisch und konnte nur durch Nachbesserung der Elektronik verbessert werden. Aufgrund dieser Tatsachen war das SFR-Luftraumüberwachungssystem erst nach rund zehn Jahre komplett in Gebrauch, bevor es dann nach relativ kurzer Zeit durch das FLORIDA-Luftraumüberwachungssystem und Führungssystem ersetzt wurde.
Eine Antenne und das Model einer Höhensuchantenne (Rücken an Rücken) befindet sich nun im Flieger-Flab-Museum in Dübendorf.

## Technik
Das Radarsystem arbeitet im S-Band auf diskreten Frequenzinseln im Bereich von 2910 bis 3350 MHz und tastete mit zwei rotierenden Antennen die Höhenschichten des Luftraumes zweidimensional (nach Seite und Entfernung) ab. Ein separater Höhenfinder-Radar dient zum Vermessen der Flughöhe von einzeln ausgewählten Zielen. Für die vertikale Radarüberdeckung ist eine dritte Radarantenne
erforderlich: eine Doppelantenne (Back to Back) für die Höhenüberdeckung „Tief – Mittel“ an Stelle der ursprünglich vorgesehenen „Station Couverture Basse“.
- Magnetronsender auf ca. 3200 MHz
- Pulsleistung: bis 500 kW
- Pulsbreite: 1 Mikrosekunde
- Reichweite: 220 km
- Standorte: 4 ortsfeste Einheiten und eine mobile Einheit
- Elemente pro Standort: je 1 Einfachantenne, Dopplerantenne (Rücken an Rücken), Höhenfinderantenne, 4 Sender/Empfänger, 3 Festzeichenunterdrückungsgeräte MIT